# Роата Паолети (Кунео)
Роата Паолети је насеље у Италији у округу Кунео, региону Пијемонт.
Према процени из 2011. у насељу је живело 19 становника. Насеље се налази на надморској висини од 473 м.